# Сельское поселение Черновка (Сергиевский район)
Сельское поселение Черновка — муниципальное образование в Сергиевском районе Самарской области.
Административный центр — село Черновка.

## Административное устройство
В состав сельского поселения Серноводск входят:
- село Черновка,
- село Орловка,
- посёлок Запрудный,
- посёлок Нива,
- посёлок Новая Орловка.